# Trondheims spårvägsnät

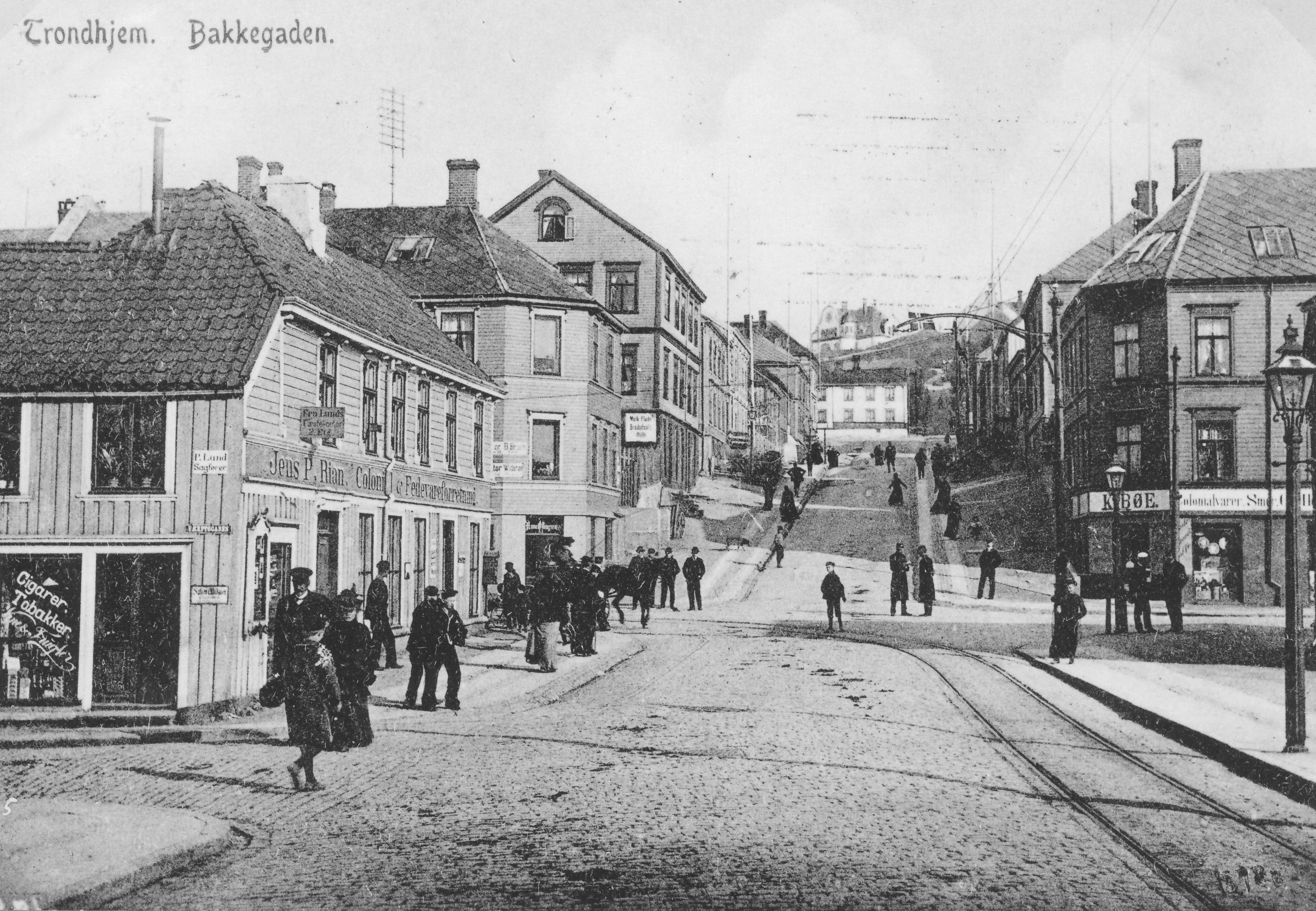
Bakkegata 1903, med enkelspårig linje

Trondheims spårvägsnät invigdes som en kommunal spårväg 1901, samtidigt som Trondhjems Elektricitetsværk og Sporvei bildades. Spårvidden var 1 000 millimeter.
Spårvägen som, som mest, hade fyra linjer, lades ned 1988. År 1990 återstartades som enda linje Gråkallbanen i privat regi efter initiativ av Gråkallbanens Venner. Banan går mellan Sankt Olavs gate i stadens centrum till Lian i Byåsen, nära friluftsområdet Bymarka.

## Historik
Ladelinjen var den första som byggdes, till att börja med enkelspår mellan Ila (Ilevolden) och Buran.  Den invigdes 1901 och lades ned 1988. Den fick dubbelspår 1913. Elgeseterlinjen trafikerade mellan 1913 och 1983.
År 1924 började den privata Gråkallbanen trafikeras. A/S Gråkallbanen var ett privat företag som anlade en förortsbana med en mindre kommunal aktiepost och utvecklade bostadsområden utefter banan. Det fick koncession 1917 och drev från 1924 trafik mellan Sankt Olavs gate i centrum och Munkvoll stasjon. Trondheims kommun ökade gradvis sin ägarandel och tog helt över företaget 1966. År 1972 sammanfördes Trondheim Sporvei och Gråkallbanen till det kommunägda företaget A/S Trondheim Trafikkselskap.
År 1927 utökades spårvägsnätet med Singsakerlinjen, eller linje 3, som var en linje mellan järnvägsstationen och Rosenborg. Den lades ned 1968.

## Tidigare spårvägsbolag
- Trondhjems Elektricitetsværk og Sporvei
- A/S Gråkallbanen
- Trondheim Sporvei
- A/S Trondheim Trafikkselskap

## Dagens spårvägsnät
Huvudartikel: Gråkallbanen
Spårvägstrafiken i Trondheim lades slutligen ned 1988. Ett nystartat företag, AS Gråkallbanen, fick koncesion 1990 för att återstarta trafiken mellan stadens centrum och Byåsen. Företaget övertogs 2005 av Connex, senare Veolia Transport Bane AS, och numera Boreal Norge. År 2008 bytte AS Gråkallbanen namn och heter numera Boreal Bane AS, men namnet Gråkallbanen används fortfarande som varumärke.

## Bildgalleri

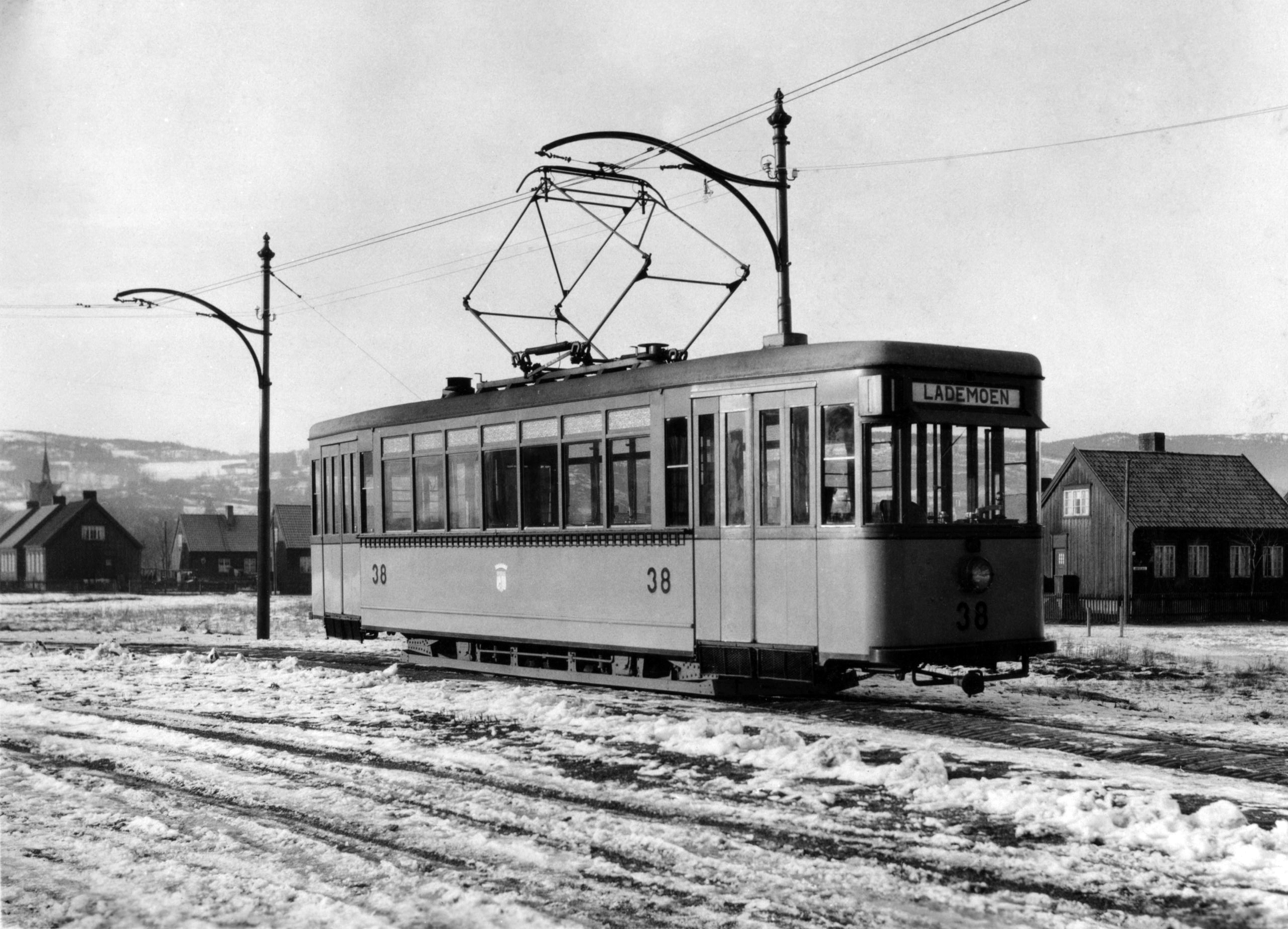
Spårvagn littera TS 4, tillverkad av Strømmens Verksted 1930
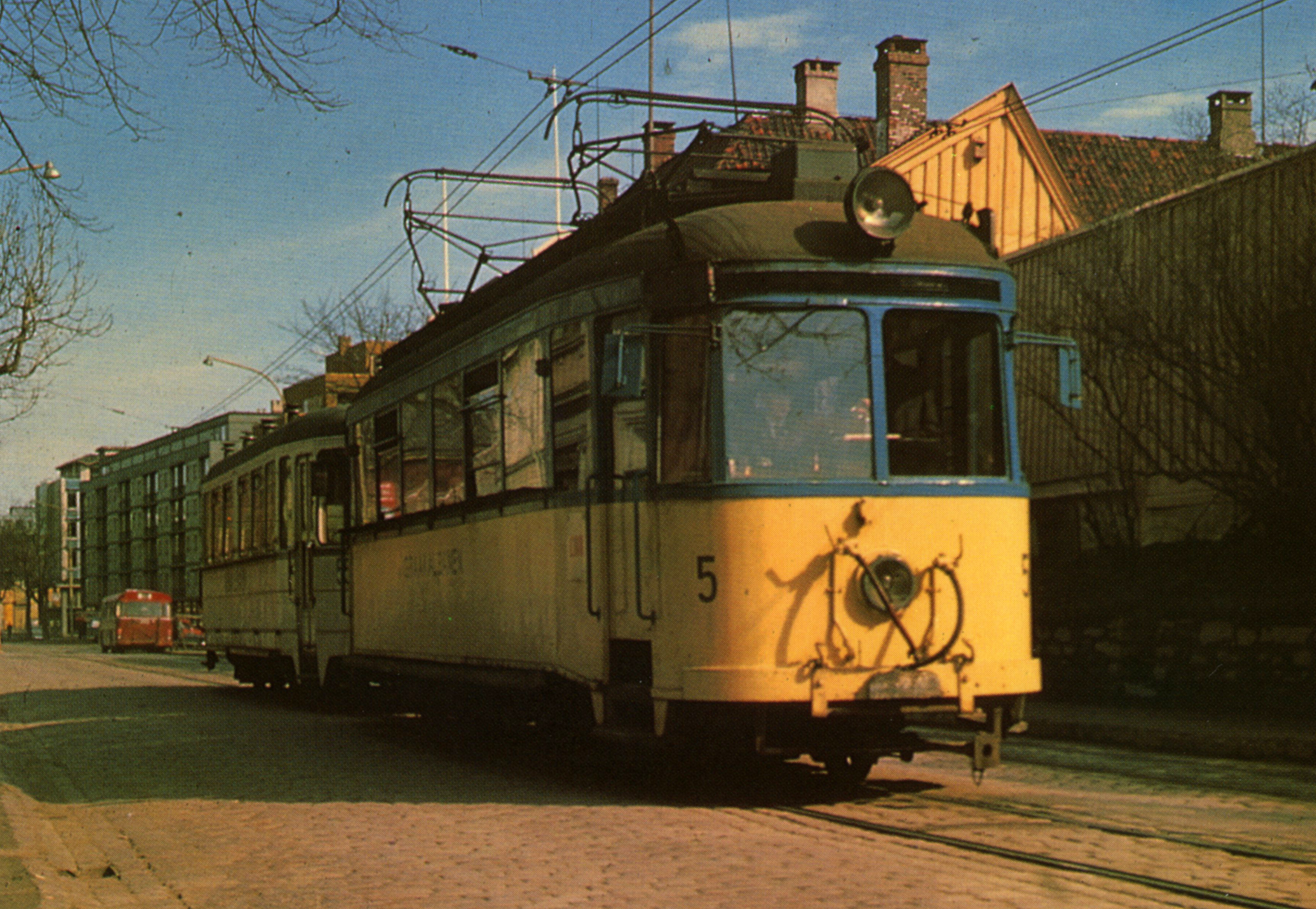
Motorvagn littera GB 2, tillverkad av Skabo Jernbanevognfabrik 1942, samt släpvagn 15 från 1955
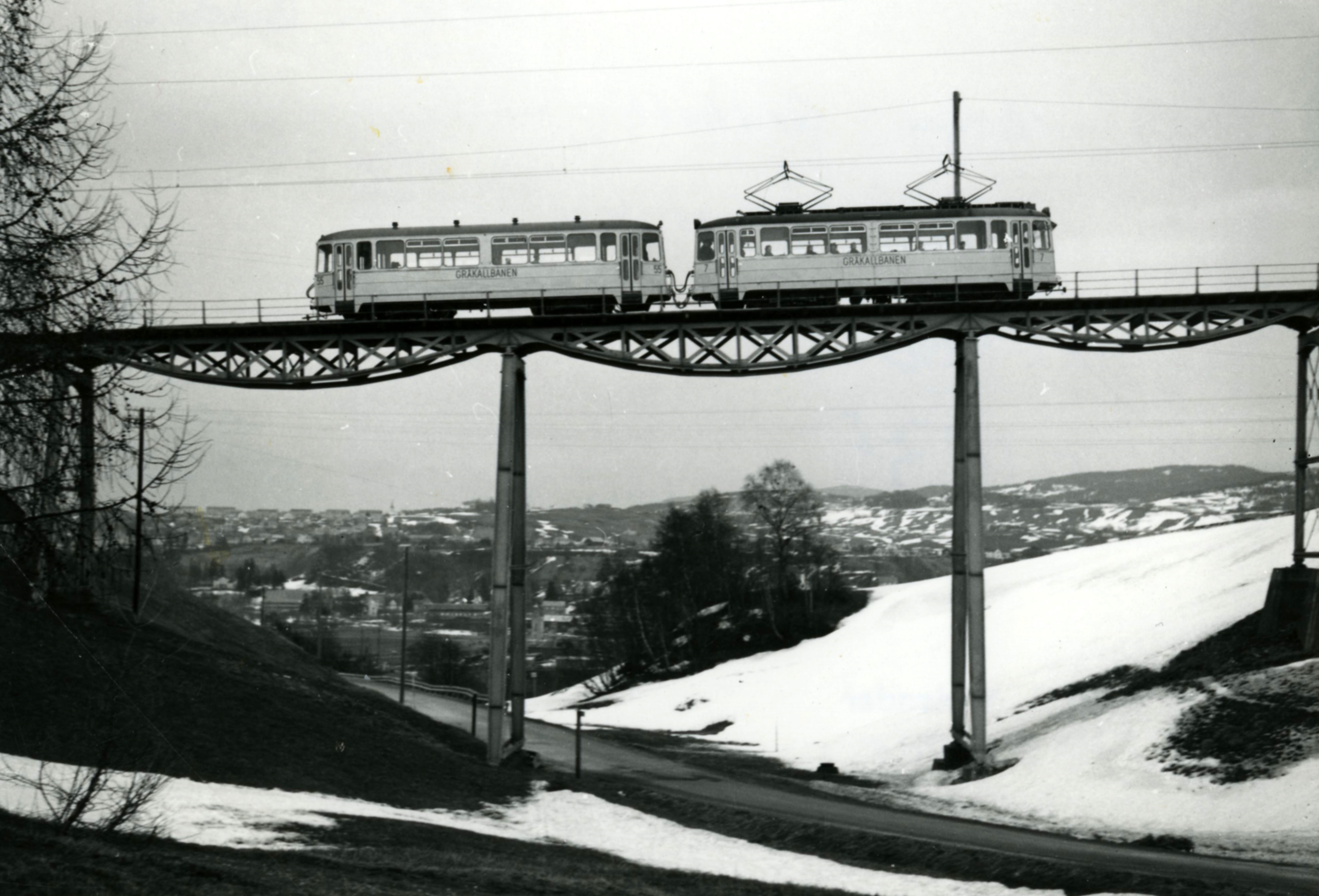
Spårvagn littera GB 3, tillverkad av Hønefoss Karosserifabrikk 1955, på Hoemsbrua på Gråkallbanen 1958
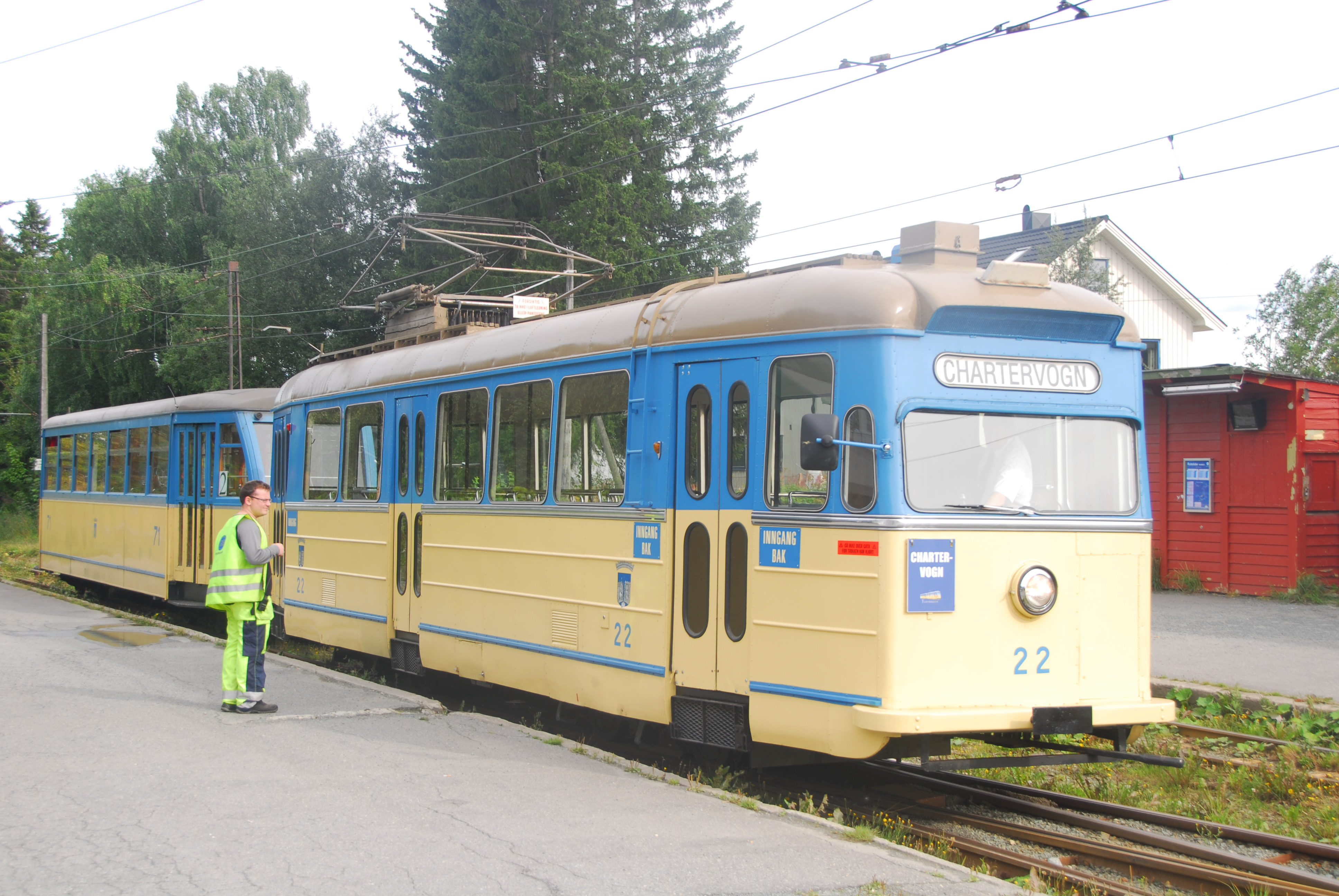
Spårvagn littera TS 7, tillverkad av Strømmens Verksted 1956–1957, på Munkvoll Stasjon
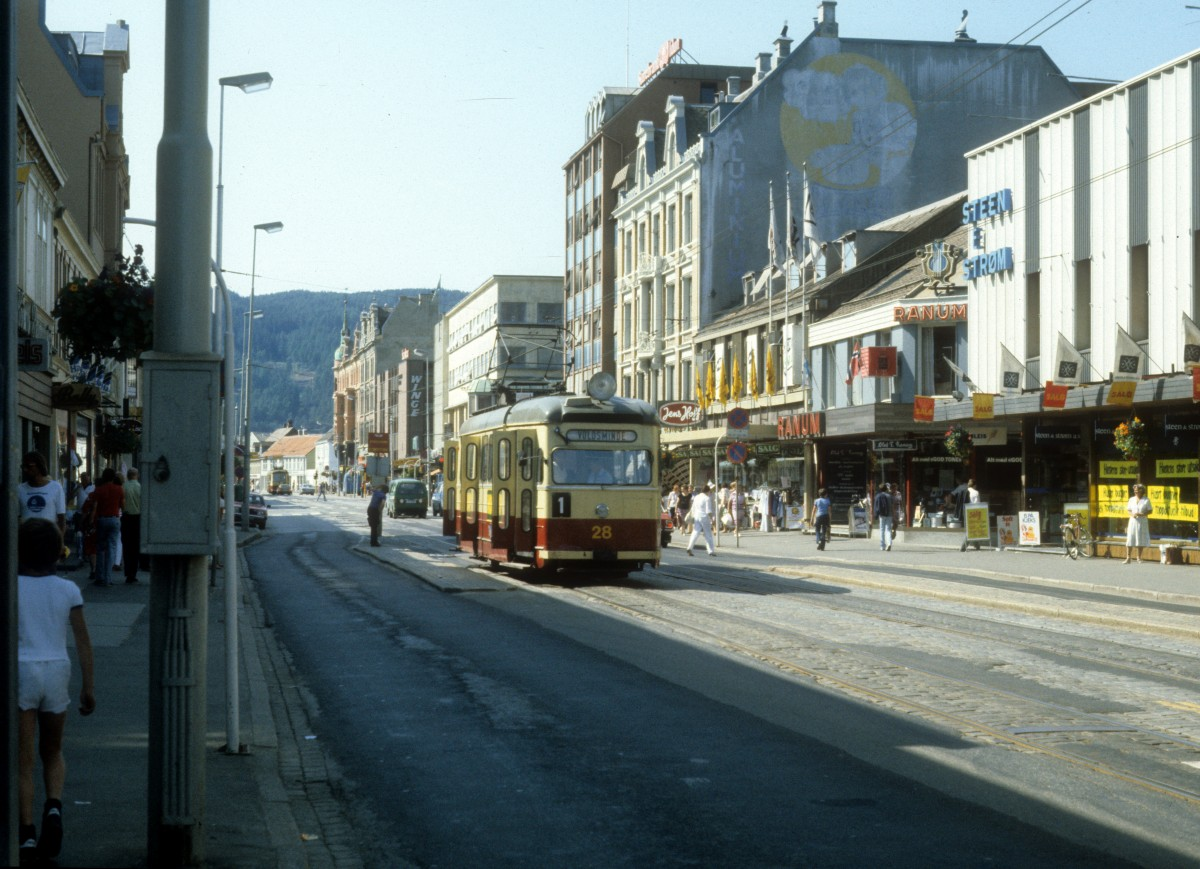
Spårvagn littera TS 7 på Olav Tryggvasons gate 1982
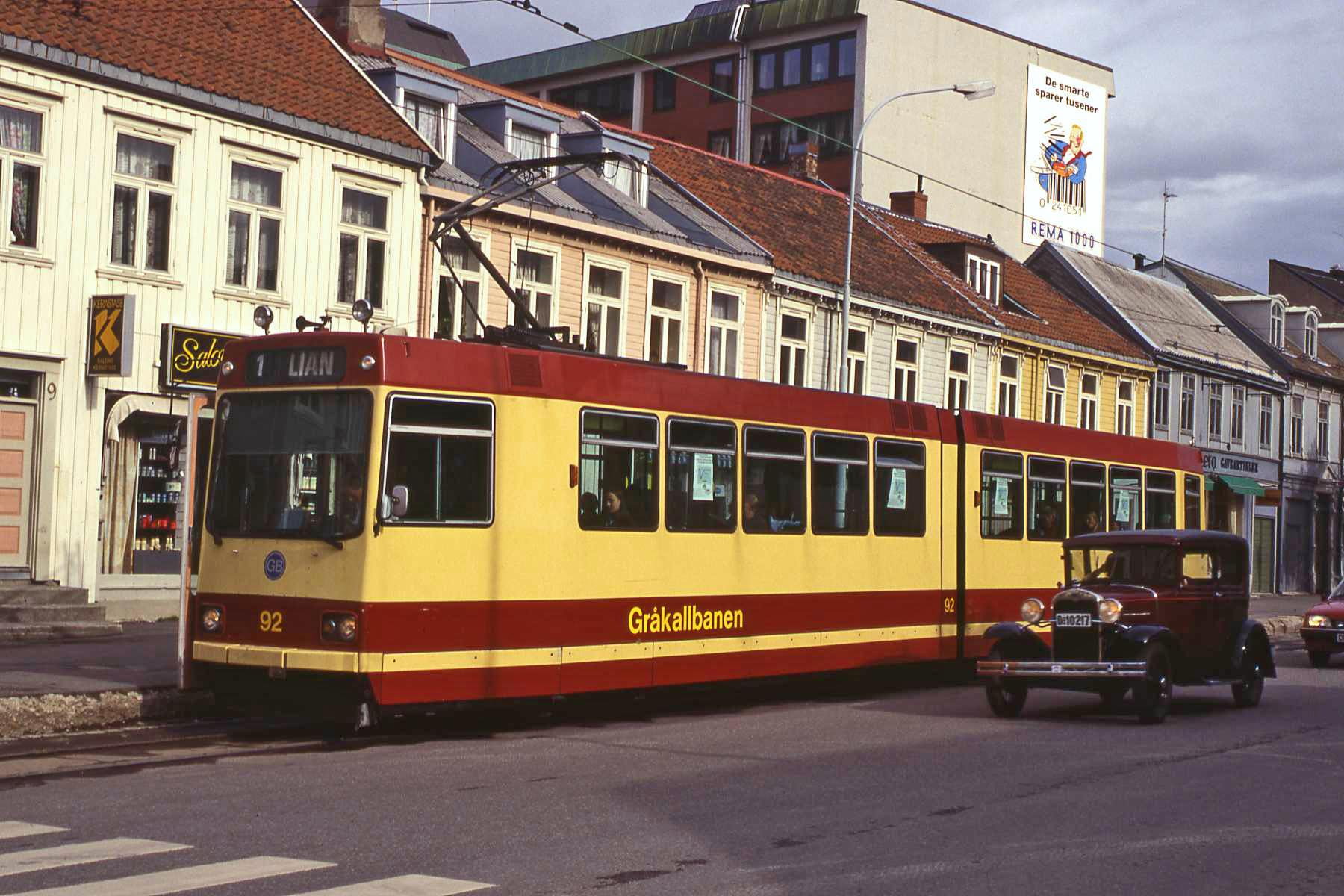
Spårvagn littera TT 8, tillverkad av Linke-Hofmann-Busch 1984–1985, vid ändhållplatsen på Sankt Olavs gate 1995